# Nuttalliellidae
Nuttalliellidae Schulze, 1935 è una delle tre famiglie appartenenti al sottordine degli Ixodida insieme a Ixodidae (zecche dure) e Argasidae (zecche molli). Questa famiglia è monospecifica; infatti l’unico rappresentante è Nuttatiella namaqua.
I Nuttalliellidae sono considerati un gruppo evolutivo intermedio, strettamente imparentato con Ixodidae e Argasidae. Questa famiglia condivide caratteri comuni con entrambi: è dotata di pseudo-scutum e gnatosoma apicale come gli ixodidi e ha una cuticola rugosa e coriacea simile a quella degli argasidi. Differisce tuttavia per gli stigmi (placche spiracolari), che in questa famiglia possiedono forma e posizione peculiari e costituiscono un importante carattere diagnostico.

## Biologia
I nuttalliellidi sono zecche ematofaghe. L'unica specie, N. namaqua è stata osservata parassitare uccelli, piccoli mammiferi e rettili (in particolare lucertole). Il comportamento alimentare di questa famiglia ricorda quello degli Argasidae, infatti, si attacca per brevi periodi all'ospite per poi distaccarsi al compimento del pasto di sangue. Se disturbata può secernere gocce ematiche rosse dalla superficie corporea con funzione deterrente o osmotica; il ciclo vitale completo non è ancora documentato, ma studi in laboratorio suggeriscono che riesca a compiere più stadi di sviluppo in cattività.

## Tassonomia
La famiglia comprende un genere e cinque specie, di cui quattro sono estinte e una vivente:
- Nuttalliella namaqua
- Nuttalliella gratae †
- Nuttalliella placaventrale †
- Nuttalliella odyssea †
- Nuttalliella tropicsilvae †[3]

## Distribuzione
Nuttalliella namaqua è presente in Africa meridionale, precisamente la ritroviamo in Tanzania, Sudafrica e Namibia; includendo sia le coste che l'entroterra.